# Villa Park, Illinois
Villa Park är en ort (village) i DuPage County, i delstaten Illinois, USA. Enligt United States Census Bureau har orten en folkmängd på 22 057 invånare (2011) och en landarea på 12,2 km².